# مطار الناصرية العسكري
مطار الناصرية هو مطار عسكري يقع شمال قرية الناصرية في محافظة ريف دمشق، سوريا. تحتوي المنشأة على 21 حظيرة ومدرج وحيد طوله 3 كيلومتر. تعرض المطار في مارس 2024 لغارات إسرائيلية استهدفت مخازن أسلحة لقوات الجيش السوري.